# Conaco
Conaco, LLC é a firma de produção televisiva pertencente ao comediante Conan O'Brien. Ela produziu programas principalmente para a NBCUniversal, incluindo o Late Night e o The Tonight Show de  O'Brien. David Kissinger, ex-executivo da NBCUniversal e o filho de Henry Kissinger, são os seus presidentes desde 2005.
A primeira produção credita a Conaco's foi o curto reality show de 2001 chamado de Lost. A firma também produziu a série de Andy Richter chamada de Andy Barker, P.I. durante seis episódios, como também o drama Outlaw, sobre um antigo juiz de suprema corte (Jimmy Smits) que começa um escritório de advocacia, que foi cancelado após poucos episódios.
O fim do contrato de O'Brien com a NBC aconteceu após o conflito de 2010 do Tonight Show, permitindo que a Conaco continuasse a operar até que o fim da produção da temporada. Depois disso, a Conaco mudou as suas relações com a NBC para a Warner Bros. Television, pertencente a Time Warner, juntamente com a nova rede de O'Brien, a TBS, em novembro de 2010. A Conaco produz o late-night talk show de O'Brien na TBS. A Conaco também esta produzindo Eagleheart, programa estrelado por Chris Elliott para a rede irmã da TBS, a Adult Swim.

## Produções

### Produções atuais
- Conan (2010-presente)

### Produções anteriores
- Late Night with Conan O'Brien (2001-2009)
- Lost (2001)
- Andy Barker, P.I. (2007)
- The Tonight Show with Conan O'Brien (2009-2010)
- Outlaw (2010)
- Eagleheart (2011-2014)
- Deon Cole's Black Box (2013)
- Super Fun Night (2013-2014)
- The Pete Holmes Show (2013-2014)